# Jean Brooks
Jean Brooks  ou (Jeanne Kelly) née le 23 décembre 1915, Houston (Texas), morte le 25 novembre 1963, Richmond (Californie), est une actrice américaine.

## Biographie
Elle est morte à 47 ans de malnutrition et d'alcoolisme.

## Filmographie
- 1935 : Obeah de F. Herrick Herrick
- 1935 : Tango Bar de John Reinhardt : non créditée
- 1935 : Le Crime du docteur Crespi (The Crime of Dr. Crespi) de John H. Auer : Miss Gordon
- 1938 : Wedding Yells de Lloyd French
- 1939 : The Invisible Killer de Sam Newfield : Gloria Cunningham
- 1939 : Miracle on Main Street de Steve Sekely : Nina
- 1940 : Le Retour de l'homme invisible (The Invisible Man Returns) de Joe May : non créditée
- 1940 : Flash Gordon Conquers the Universe de Ford Beebe & Ray Taylor : Blonde Ming Henchwoman
- 1940 : Son of Roaring Dan de Ford Beebe : Eris Brooke
- 1940 : Junior G-Mende de Ford Beebe & John Rawlins : serveuse
- 1940 : The Devil's Pipeline de Christy Cabanne : Laura Larson
- 1941 : The Green Hornet Strikes Again! de Ford Beebe & John Rawlins : Gloria
- 1941 : Deux nigauds soldats (Buck Privates) d'Arthur Lubin : hôtesse
- 1941 : Meet the Chump de Edward F. Cline : Madge Reilly
- 1941 : Too Many Blondes de Thornton Freeland : Agel De Vol
- 1941 : For Beauty's Sake de Shepard Traube : directrice du magasin de beauté
- 1941 : Riders of Death Valley de Ford Beebe & Ray Taylor : Mary Morgan
- 1941 : A Dangerous Game de John Rawlins : Anne Bennett
- 1941 : Man from Montana de Ray Taylor : Linda Thompson
- 1941 : Badlands of Dakota d'Alfred E. Green : Bella Union Girl
- 1941 : Fighting Bill Fargo de Ray Taylor : Linda Tyler
- 1942 : Klondike Fury de William K. Howard : Rae Langton
- 1942 : Boot Hill Bandits de S. Roy Luby : May Meadows
- 1942 : Boss of Big Town de Arthur Dreifuss : Iris Moore
- 1943 : Le Faucon pris au piège (The Falcon Strikes Back) de Gordon Douglas : non créditée
- 1943 : L'Homme-léopard (The Leopard Man) de Jacques Tourneur : Kiki Walker
- 1943 : The Falcon in Danger de William Clemens : Iris Fairchild
- 1943 : La Septième victime (The Seventh Victim) de Mark Robson : Jacqueline Gibson
- 1943 : The Falcon and the Co-eds de William Clemens .: Vicky Gaines
- 1944 : A Night of Adventure de Gordon Douglas : Julie Arden
- 1944 : Youth Runs Wild de Mark Robson : Mary Hauser Coates
- 1944 : The Falcon in Hollywood de Gordon Douglas : Roxanna Miles
- 1945 : Two O'Clock Courage de Anthony Mann : Barbara Borden
- 1945 : The Falcon in San Francisco de Joseph H. Lewis : non créditée
- 1946 : The Falcon's Alibi de Ray McCarey : baronne Lena
- 1946 : The Bamboo Blonde d'Anthony Mann : Marsha
- 1948 : Femmes dans la nuit (Women in the Night) de William Rowland : Maya